# Innocent starter
「innocent starter」（イノセント・スターター）は、水樹奈々の10枚目のシングル。2004年10月6日にキングレコードから発売された。

## 解説
- オリコンの週間シングルチャートにおいて、自身初となるTOP10入りを果たした楽曲である[1]。プロデュースを手がけた三嶋章夫はこの楽曲について「彼女が台本を深く読み込んで時間をかけて作った楽曲」と語っている[2]。また三嶋は「全く色褪せないメロディと歌詞はいつ聴いても鳥肌が立ちます」とも語っている[2]。
- 表題曲「innocent starter」は、イベント「NANA SUMMER FESTA 2007」のために取られたアンケートで1位を取ったほど人気がある。カップリング曲の「それでも君を想い出すから-again-」は、PS2用ゲームソフト『Memories Off 〜それから〜』オープニングテーマの新録アレンジバージョン。
- また、本曲のPVの撮影は、千葉県千葉市美浜区中瀬1丁目（幕張新都心・イオンタワー周辺）で行われた。
- 2005年、第10回『アニメーション神戸賞』4位にノミネートされた。
- 2010年8月8日に放送されたNHK『MUSIC JAPAN』において田村ゆかりとのデュエットによる本曲が披露された。
- ギターソロは前作『パノラマ-Panorama-』と同じく渡辺格が担当している。
- 2020年12月にはフジテレビ系列で放送された音楽番組『2020 FNS歌謡祭』にて、女性歌手・倖田來未との「innocent starter」のデュエットが披露された[3]。

## 収録曲
1. innocent starter [4:41]
作詞：水樹奈々、作・編曲：大平勉
  - テレビアニメ『魔法少女リリカルなのは』オープニングテーマ
2. Open Your Heart [4:23]
作詞：水樹奈々、作・編曲：飯田高広
3. それでも君を想い出すから-again- [4:46]
作詞・曲：志倉千代丸、編曲：大平勉
  - PS2用ゲーム『Memories Off 〜それから〜』オープニングテーマ（新録音）
4. innocent starter（Off Vocal Version）
5. Open Your Heart（Off Vocal Version）
6. それでも君を想い出すから-again-（Off Vocal Version）

## 収録作品
| 曲名                              | 収録作品名                                      | 作品種類           | 発売日         | 備考      |
| --------------------------------- | ----------------------------------------------- | ------------------ | -------------- | --------- |
| innocent starter                  | ALIVE & KICKING                                 | オリジナルアルバム | 2004年12月8日  |           |
| innocent starter                  | GREAT ACTIVITY                                  | オリジナルアルバム | 2007年11月14日 | DVDに収録 |
| innocent starter                  | THE MUSEUM                                      | ベスト・アルバム   | 2007年2月7日   |           |
| innocent starter                  | NANA CLIPS 3                                    | PV集               | 2006年1月18日  |           |
| innocent starter                  | NANA MIZUKI LIVE RAINBOW at BUDOUKAN            | ライブDVD          | 2005年4月6日   |           |
| innocent starter                  | NANA MIZUKI LIVEDOM-BIRTH- AT BUDOKAN           | ライブDVD          | 2006年6月21日  |           |
| innocent starter                  | NANA MIZUKI LIVE MUSEUM×UNIVERSE                | ライブDVD          | 2007年6月6日   |           |
| innocent starter                  | NANA MIZUKI LIVE FORMULA at SAITAMA SUPER ARENA | ライブDVD          | 2008年5月9日   |           |
| innocent starter                  | NANA MIZUKI LIVE CASTLE×JOURNEY -KING-          | ライブDVD          | 2012年5月2日   |           |
| innocent starter                  | NANA MIZUKI LIVE GRACE -OPUS II-×UNION          | ライブDVD          | 2013年5月1日   |           |
| innocent starter                  | NANA MIZUKI LIVE FLIGHT×FLIGHT+                 | ライブDVD          | 2015年1月14日  |           |
| innocent starter                  | NANA MIZUKI LIVE GALAXY 2016 -GENESIS-          | ライブDVD          | 2016年9月14日  |           |
| innocent starter（acoustic ver.） | NANA MIZUKI LIVE DIAMOND×FEVER                  | ライブDVD          | 2009年12月23日 |           |
| innocent starter（acoustic ver.） | NANA MIZUKI LIVE CIRCUS×CIRCUS+×WINTER FESTA    | ライブDVD          | 2014年5月28日  |           |
| Open Your Heart                   | NANA MIZUKI LIVE RAINBOW at BUDOUKAN            | ライブDVD          | 2005年4月6日   |           |
| それでも君を想い出すから-again-   | NANA MIZUKI LIVE MUSEUM×UNIVERSE                | ライブDVD          | 2007年6月6日   |           |
| それでも君を想い出すから-again-   | NANA MIZUKI LIVE FLIGHT×FLIGHT+                 | ライブDVD          | 2015年1月14日  |           |